# Port Kennedy Bone Cave
La Port Kennedy Bone Cave és una cova de pedra calcària situada a la secció de Port Kennedy del Parc Històric Nacional de Valley Forge (Pennsilvània, Estats Units). La Bone Cave «contenia un dels jaciments fossilífers del Plistocè mitjà (Irvingtonià, fa uns 750.000 anys) de Nord-amèrica».

## Història
Els fòssils de la cova foren investigats per Edward Drinker Cope, Henry C. Mercer i Charles M. Wheatley, famosos paleontòlegs del segle xix. Alguns fòssils, com ara un escarabat encara per descriure del gènere Dicaelus, no s'han trobat enlloc més.
La cova fou descoberta per miners de pedra calcària al segle xix. Posteriorment fou reblida amb residus industrials que contenien asbest i se'n perdé la ubicació. El llogaret de Port Kennedy fou enderrocat en gran part durant la construcció de la U.S. Route 422 a la dècada del 1960. La part que conté la cova passà a formar part del Parc Històric Nacional de Valley Forge el 1978. El 2005, el Servei de Parcs Nacionals i uns geòlegs redescobriren la cova.
Corre el rumor que a la pedrera situada prop de la cova hi ha una locomotora accidentada que fou emprada en el rodatge de la pel·lícula muda The Valley of Lost Hope (actualment perduda) el 1915.